# Kwitnący migdałowiec
Kwitnący migdałowiec (hol. Amandelbloesem, ang. Blossoming Almond Tree) – obraz Vincenta van Gogha namalowany w lutym 1890 podczas pobytu artysty w miejscowości Saint-Rémy.
Nr kat.: F 671, JH 1891.

## Historia
Kwitnący migdałowiec przedstawia kwitnący migdałowiec pospolity. Jest to jeden z najbardziej znanych obrazów van Gogha, bardzo ceniony zarówno przez niego jak i najbliższą rodzinę. Należy do tych jego nielicznych obrazów, które zostały namalowane dla konkretnej osoby, w tym wypadku dla nowo narodzonego bratanka, nazwanego tak samo jak on: Vincent Willem. Artysta był głęboko wzruszony tym, że brat Theo i jego żona Johanna takie właśnie imię postanowili nadać swemu pierworodnemu synowi. Obraz jest również wyrazem ukłonu van Gogha w stronę sztuki japońskiej, którą zawsze podziwiał. Nadmierny wysiłek włożony w namalowanie dzieła, pomyślanego jako dekoracja pokoju dziecinnego, spowodował jednak, że wkrótce po jego ukończeniu artysta doznał kolejnego załamania nerwowego.
Inspiracją dla obrazu mógł być drzeworyt w stylu ukiyo-e namalowany przez japońskiego przedstawiciela tego gatunku, Utagawę Kunisadę. Theo i Vincent van Gogh mieli w swoich zbiorach ponad 400 tego typu japońskich drzeworytów (obecnie stanowią one część kolekcji w Muzeum Vincenta van Gogha w Amsterdamie).
Kwitnący migdałowiec należy do tych obrazów, o których Vincent van Gogh wspominał nie tylko w listach do brata, ale też do członków najbliższej rodziny; najpierw o zamiarze namalowania obrazu poinformował matkę:
W tej chwili zacząłem malować obraz dla niego [bratanka], żeby powiesić go w jego sypialni, wielkie gałęzie biało kwitnącego migdałowca na tle błękitnego nieba.
a następnie poinformował o ukończeniu obrazu brata:
Praca dobrze mi poszła, to ostatnie płótno z kwitnącymi gałęziami – zobaczysz, to jest może najlepsza, najcierpliwiej wykonana praca, jaką zrobiłem, namalowana ze spokojem i z większą stanowczością. A następnego dnia padłem jak bydlę. Trudno to zrozumieć, takie rzeczy, ale niestety! Tak to jest.
Theo w dwa tygodnie później odpisał, iż obraz już wisi w pokoju dziecka:
To, co on [syn] robi, to patrzy z dużym zainteresowaniem na obrazy wuja Vincenta – zwłaszcza na to kwitnące drzewo, wiszące nad jego łóżkiem (...)
W czerwcu Vincent van Gogh o namalowaniu obrazu poinformował także siostrę Willeminę:
Przyniosłem ze sobą dość duży obraz dla chłopczyka Theo i Jo, który oni powiesili nad fortepianem – biały, kwitnący migdałowiec – wielkie gałęzie na tle błękitnego nieba (...)